# O Assassino
O Assassino (título original: The Killer) é um longa-metragem estadunidense de thriller psicológico e décimo segundo filme dirigido por David Fincher. Escrito por Andrew Kevin Walker, é baseado na série de histórias em quadrinhos de mesmo nome de Alexis Nolent e Luc Jacamon. Seu elenco é estrelado por Michael Fassbender, Charles Parnell, Arliss Howard, Tilda Swinton e a atriz brasileira, Sophie Charlotte. Sua estreia aconteceu no 80º edição do Festival Internacional de Cinema de Veneza. Foi lançado mundialmente em 10 de Novembro de 2023, sendo distribuído na plataforma de streaming Netflix.

## Sinopse
Na trama, acompanhamos um assassino solitário, calculista e impiedoso (Michael Fassbender) que é forçado a lidar com as consequências de um erro catastrófico cometido por ele durante um de seus serviços. Ele sempre conseguiu se manter livre de arrependimentos e com uma postura totalmente fria e metódica, mas agora que o incidente o colocou exatamente no centro de uma caçada internacional por sua cabeça, o assassino começa a desconfiar de todos aqueles que estão ao seu redor - incluindo até mesmo os que o procuram para contratá-lo. Pouco a pouco, o homem começa a perder cada vez mais o controle sobre seus próprios pensamentos.

## Elenco
- Michael Fassbender como Christian/The Killer
- Charles Parnell como Hodges/The Lawyer
- Arliss Howard como The Client
- Sophie Charlotte como Magdala[9]
- Tilda Swinton como The Expert
- Sala Baker como The Brute
- Kerry O'Malley como Dolores
- Emiliano Pernía como Marcus
- Gabriel Polanco como Leo
- Monique Ganderton como The Dominatrix
- Daran Norris como recepcionista do Deep South Lounge
- Jack Kesy como vendedor

## Produção

### Desenvolvimento
Em novembro de 2007, fora relatado que David Fincher estaria dirigindo uma adaptação da empresa de revista em quadrinhos francesa, Matz, intitulado de The Killer, com Allesandro Camon escrevendo o roteiro e a empresa de Brad Pitt, Plan B Entertainment produzindo e com a Paramount Pictures distribuindo. Todavia, em fevereiro de 2021, Fincher levou o projeto a Netflix, onde assinou um contrato geral, com Andrew Kevin Walker agora assumindo à escrita do roteiro com Michael Fassbender no papel principal. Em junho, foi relatado que Fincher planejava começar a filmar em novembro de 2021 em Paris, com o diretor de fotografia, Erik Messerschmidt, vencedor do Oscar de Melhor Fotografia na edição de 2020, por Mank, obra em que Erik e Fincher atuaram juntos. Tilda Swinton se juntou ao elenco em outubro.

### Filmagens
As filmagens iniciaram em Novembro de 2021 em Paris. Tendo como locação St. Charles, Illinois, em março de 2022 por dez dias, terminando no final daquele mês.

### Trilha sonora
Em fevereiro de 2023, fora reportado que Trent Reznor e Atticus Ross atuariam como compositores musicais do filme.

## Lançamento
The Killer estreou na 80º edição do Festival Internacional de Cinema de Veneza em 3 de setembro de 2023 e foi lançado mundialmente pela Netflix em 10 de novembro de 2023.

## Recepção
No site agregador de resenhas Rotten Tomatoes, 85% das 288 avaliações dos críticos são positivas, com uma classificação média de 7,4/10. O consenso do site diz: "The Killer encontra o diretor David Fincher em pé de igualdade com um thriller elegante e envolvente que prova ser uma combinação perfeita para o protagonista Michael Fassbender." O Metacritic, que usa uma média ponderada, atribuiu ao filme uma pontuação de 73 em 100, com base em 59 críticos, indicando avaliações "geralmente favoráveis".

### Prêmios e indicações
| Ano  | Premiação / Festival                       | Categoria                                                           | Indicados | Resultado | Ref(s) |
| ---- | ------------------------------------------ | ------------------------------------------------------------------- | --- | --------- | ------ |
| 2023 | Festival Internacional de Cinema de Veneza | Golden Lion                                                         | David Fincher                                                                                                 | Indicado  | [ 18 ] |
| 2023 | Festival Internacional de Cinema de Veneza | Prêmio Soundtrack Stars Award — Menção Especial                     | Trent Reznor e Atticus Ross                                                                                   | Venceu    | [ 18 ] |
| 2023 | Hollywood Music in Media Awards            | Trilha Sonora Original — Longa-Metragem                             | Trent Reznor e Atticus Ross                                                                                   | Indicado  | [ 19 ] |
| 2023 | Las Vegas Film Critics Society             | Best Score                                                          | Trent Reznor e Atticus Ross                                                                                   | Indicado  | [ 20 ] |
| 2023 | Las Vegas Film Critics Society             | Melhor Filme                                                        | The Killer | Indicado  | [ 20 ] |
| 2023 | Las Vegas Film Critics Society             | Best Stunts                                                         | The Killer | Indicado  | [ 20 ] |
| 2023 | Indiana Film Journalists Association       | Melhor Filme                                                        | The Killer | Indicado  | [ 21 ] |
| 2023 | Indiana Film Journalists Association       | Melhor Diretor                                                      | David Fincher                                                                                                 | Indicado  | [ 21 ] |
| 2023 | Indiana Film Journalists Association       | Melhor Edição                                                       | Kirk Baxter                                                                                                   | Indicado  | [ 21 ] |
| 2023 | Indiana Film Journalists Association       | Melhor Cinematografia                                               | Erik Messerschmidt                                                                                            | Indicado  | [ 21 ] |
| 2023 | Indiana Film Journalists Association       | Melhor Trilha Sonora                                                | Trent Reznor e Atticus Ross                                                                                   | Indicado  | [ 21 ] |
| 2024 | Golden Reel Awards                         | Realização Excepcional em Edição de Som – Efeitos Especiais / Foley | Ren Klyce, Jonathon Stevens, Malcolm Fife, Jeremy Molod, Thom Brennan, Dee Selby, Shelley Roden e John Roesch | Indicado  | [ 22 ] |
| 2024 | Critics' Choice Super Awards               | Melhor Ator em Filme de Super-Heróis                                | Michael Fassbender                                                                                            | Venceu    | [ 23 ] |